# Tronskär
Tronskär är en ö i Åland (Finland). Den ligger i Skärgårdshavet och i kommunen Kumlinge i landskapet Åland, i den sydvästra delen av landet. Ön ligger omkring 64 kilometer öster om Mariehamn och omkring 220 kilometer väster om Helsingfors.
Öns area är 4,4 hektar och dess största längd är 360 meter i sydöst-nordvästlig riktning. Ön höjer sig omkring 10 meter över havsytan.